# NGC 614
NGC 614 (ook wel NGC 618 of NGC 627) is een lensvormig sterrenstelsel in het sterrenbeeld Driehoek. Het hemelobject werd op 13 september 1784 ontdekt door de Duits-Britse astronoom William Herschel.

## Synoniemen
- NGC 618
- NGC 627
- PGC 5933
- UGC 1140
- MCG 5-4-75
- ZWG 502.118
- KCPG 38B